# CULTURA-Preis
Der CULTURA-Preis wurde von 2008 bis 2017 von der Alfred Toepfer Stiftung F. V. S. „für innovative und beispielhafte Arbeitsansätze auf den Gebieten Naturschutz, Land- und Forstwirtschaft sowie den damit verbundenen Wissenschaften“ in Europa vergeben. Die ausgezeichneten Leistungen sollten in der Regel nicht länger als fünf Jahre zurückliegen. Der Preis war mit 25.000 Euro dotiert.

## Hintergrund
Seit 2008 vergibt die Stiftung auf der Basis einer Neuausrichtung einen gemeinsamen Preis für wissenschaftliche Arbeiten zur „zukunftsgerechten Landnutzung“, die zuvor individuell ausgezeichnet wurden. Die Leistungen, für die der Preis vergeben wird, sollen zum Zeitpunkt der Verleihung nicht mehr als 5 Jahre zurückliegen.

„„Zukunftsgerechte Landnutzung“ meint im Kontext dieses Preises eine Landnutzung, die den zukünftigen Ansprüchen der Gesellschaft, aber auch den zukünftigen Entwicklungen der Ökosysteme so weit wie möglich gerecht wird. Prämiert werden daher Forschungsarbeiten, die weit über die Grenze der jeweils eigenen Fachdisziplin und des jeweils eigenen Politiksektors hinaus reichen. Dabei kann der fachliche Fokus des Preises von Jahr zu Jahr durchaus bei einer der drei genannten Landnutzungsformen liegen; im Idealfall aber soll die Arbeit des Preisträgers oder der Preisträgerin keiner traditionellen Landnutzungsform ausschließlich zugeordnet werden können.“

Dem Preiskuratorium gehören Professoren unterschiedlicher Fachgebiete an.

## Bisherige Preisträger
| Jahr | Preisträger/in | Auszeichnungsgrund | Weblink            |
| ---- | --- | --- | ------------------ |
| 2017 | Georg Guggenberger, Gottfried Wilhelm Leibniz Universität Hannover                                                | Forschungsarbeiten zum Schutz der organischen Bodensubstanz und zum Erhalt der Bodenfruchtbarkeit unter dem Aspekt des globalen Wandels                                      | CULTURA-Preis 2017 |
| 2016 | Robert Arlinghaus, Leibniz-Institut für Gewässerökologie und Binnenfischerei sowie Humboldt-Universität zu Berlin | Forschungsarbeiten zu den sozialen, ökonomischen und ökologischen Dimensionen des freizeitlichen Angelfischens                                                               | CULTURA-Preis 2016 |
| 2015 | Marcin Pietrzykowski, Landwirtschaftliche Universität Krakau                                                      | Forschungsarbeiten zur Restauration postindustrieller Standorte, bspw. im Hinblick auf die Wiedernutzbarmachung von Braunkohleabbauflächen                                   | CULTURA-Preis 2015 |
| 2014 | Alexandra-Maria Klein, Universität Freiburg                                                                       | Erforschung der Auswirkungen von Landschaftsänderungen auf Bienen und andere Bestäuber sowie deren Einsatz als natürliche Alternative in der landwirtschaftlichen Produktion | CULTURA-Preis 2014 |
| 2013 | Hans Joosten, Universität Greifswald                                                                              | Erforschung und Schutz von Mooren gegen Klimawandel, Bodendegradierung und Verlust von Land und Biodiversität                                                                | CULTURA-Preis 2013 |
| 2012 | Peter Meyer, Nordwestdeutsche Forstliche Versuchsanstalt                                                          | Erforschung der Dynamik unbewirtschafteter Wälder und Betreuung von 150 Naturwaldreservaten                                                                                  | CULTURA-Preis 2012 |
| 2011 | Albano Gonçalo Beja-Pereira, Universität Porto                                                                    | Persönliche Leistungen auf den Gebieten der Phylogenetik und Phylogeographie                                                                                                 | CULTURA-Preis 2011 |
| 2010 | Jörg Müller, Technische Universität München                                                                       | Wissenschaftliche Erkenntnisse über Schlüsselstrukturen und deren kritische Mengen in temperaten Wäldern Mitteleuropas                                                       | CULTURA-Preis 2010 |
| 2009 | Jan Stenlid, Schwedische Universität für Agrarwissenschaften                                                      | Erforschung von Baumkrankheiten durch Pilze mit Hilfe von Methoden der Epidemiologie, Histologie, Biochemie und der Molekulargenetik                                         | CULTURA-Preis 2009 |
| 2008 | Angela Karp, Rothamsted Research Institute                                                                        | Forschungsarbeiten zu Bioenergie aus Weiden | CULTURA-Preis 2008 |